# Felix en Adauctus

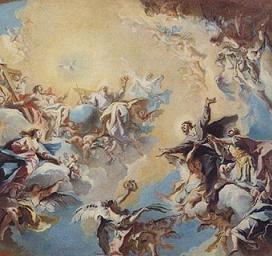
De verheerlijking van de heiligen Felix en Adauctus door Carlo Innocenzo Carlone

Felix en Adauctus (-303) waren volgens de traditie christelijke martelaren die zouden hebben geleden tijdens de Grote Vervolging tijdens het bewind van de Romeinse keizer Diocletianus.
De Handelingen, voor het eerst gepubliceerd in Ado's Martyrology, vertellen het volgende: Felix, een Romeinse priester en broer van een andere priester, ook Felix genaamd, kreeg de opdracht om offers te brengen aan de goden en werd door de prefect Dracus naar de tempels van Serapis, Mercurius en Diana gebracht. Met het gebed van de heilige vielen de afgoden verbrijzeld op de grond. Hij werd toen weggeleid om geëxecuteerd te worden. Onderweg voegde zich een onbekende persoon bij hem, beweerde dat hij een christen was en ontving ook de kroon van het martelaarschap. De christenen gaven hem de naam Adauctus (het Latijnse woord voor "toegevoegd"). Ze werden allebei onthoofd.
Deze Handelingen worden beschouwd als een legendarische verfraaiing van een verkeerd begrepen inscriptie door paus Damasus. Onder de prefecten van Rome is geen Dracus te vinden; de andere Felix van de legende is de heilige Felix van Nola; en Felix van Monte Pincio is dezelfde Felix als die op de Garden Hill wordt geëerd. De broer is denkbeeldig.

## Verering
Hun verering is heel oud; ze worden herdacht in het sacramentarium van Gregorius de Grote en in de oude martyrologieën.
Hun kerk in Rome, gebouwd boven hun graven, in de Catacombe van Commodilla, aan de Via Ostiensis, vlak bij de Sint-Paulus buiten de Muren, en gerestaureerd door paus Leo III, werd ongeveer driehonderd jaar geleden ontdekt en opnieuw opgegraven in 1905. Paus Leo IV zou hun relikwieën rond 850 aan Irmengard hebben gegeven, de vrouw van Lotharius I; ze plaatste ze in de abdij van kanunnikessen in Eschau in de Elzas.
Ze werden in 1361 naar de Stephansdom in Wenen gebracht. De hoofden worden opgeëist door Anjou en Keulen. Volgens de "Kroniek van Andechs", ontving Hendrik, de laatste graaf, de relieken van paus Honorius III en bracht ze naar de abdij van Andechs.
De schilder Carlo Innocenzo Carlone (1686-1775) schilderde De verheerlijking van de heiligen Felix en Adauctus (1759-1761). Het schilderij was bestemd voor de koepel van de kerk van San Felice del Benaco aan het Gardameer.